# ميلان يوفيتش
ميلان يوفيتش (بالصربية: Милан Јовић)‏ هو لاعب كرة قدم صربي، ولد في 16 أكتوبر 1975 في فاليفو في صربيا. لعب مع سبارتاك موسكو ونادي بارتيزان ونادي روستوف ونادي ساتورن رامنسكوي ونادي فويفودينا.

## وصلات خارجية
- ميلان يوفيتش على موقع قاعدة بيانات كرة القدم.إي يو (الإنجليزية)
- ميلان يوفيتش على موقع عالم كرة القدم.نت (الإنجليزية)